# الزبيدي (بني قيس الطور)

تعديل مصدري - تعديل

الزبيدي هي إحدى قرى عزلة ربع مسعود بمديرية بني قيس الطور التابعة لمحافظة حجة، بلغ تعداد سكانها 333 نسمة حسب تعداد اليمن لعام 2004.